# Pattje Saimax 3200
Der Saimax 3200 (auch: Pattje Saimax) ist ein Küstenmotorschiffstyp der in Waterhuizen bei Groningen gelegenen Werft Pattje Waterhuizen.

## Geschichte
Der Schiffstyp wurde von der zur Volharding Group gehörenden Werft Patje Waterhuizen und dem Schiffbaubüro Conoship International entworfen. An der Entwicklung war auch die in Leer ansässige Reederei Briese Schiffahrt beteiligt, die später drei Einheiten bauen ließ. Auch die für andere Reedereien gebauten Schiffe wurden von Briese Schiffahrt betrieben.
Die Rümpfe der Schiffe wurden auf der Werft Daewoo Mangalia Heavy Industries in Mangalia, Rumänien, gebaut. Die Schiffe wurden bei Volharding Shipyards im niederländischen Eemshaven komplettiert und ausgerüstet. Die Decksaufbauten wurden von dem ebenfalls zur Volharding Group gehörenden Unternehmen Noord Nederlandse Staalbouw in Groningen hergestellt.

## Beschreibung
Die Schiffe des Typs haben in Bezug auf Länge und Breite des Rumpfes Saimax-Abmessungen, um die Schleusen des Saimaa-Kanals, der den Finnischen Meerbusen bei Wyborg mit dem See Saimaa bei Lappeenranta verbindet, passieren zu können. Der maximale Tiefgang im Saimakanal beträgt 4,35 m. Die Schiffe können dann 2.270 t laden.
Der Antrieb der Schiffe erfolgt durch einen Viertakt-Sechszylinder-Dieselmotor des Typs Mak 6M25 mit 1.800 kW Leistung. Der Motor wirkt über ein Untersetzungsgetriebe auf einen Verstellpropeller. Für die Stromerzeugung stehen ein Stamford-Wellengenerator mit 240 kW Leistung (300 kVA Scheinleistung) sowie zwei Dieselgeneratorsätze, bestehend aus jeweils einem MAN-Dieselmotor des Typs D2866E mit 90 kW Leistung, die jeweils einen Stamford-Generator mit 113 kVA Scheinleistung antreiben, zur Verfügung. Ferner wurde ein Hafen- und Notgenerator gleicher Konfiguration verbaut. Die Schiffe sind mit einem elektrisch angetriebenen Bugstrahlruder mit 200 kW Leistung ausgestattet.
Das Deckshaus befindet sich im hinteren Bereich der Schiffe. Es besteht aus insgesamt fünf Decks (inkl. Maschinenraum und Brücke). Die Schiffe verfügen über acht Kabinen für die Schiffsbesatzung. Drei Offizierskabinen sind Einzelkabinen, ebenso wie vier weitere Kabinen für die Schiffsbesatzung, eine Kabine ist eine Kabine für zwei Besatzungsmitglieder. In den Kabinen können somit maximal acht Personen untergebracht werden. Einige der Schiffe wurden neben den Offizierskabinen auch mit vier Kabinen für zwei Besatzungsmitglieder und einer Einzelkabine ausgerüstet, so dass sie Platz für 12 Personen bieten.
Vor den Decksaufbauten befindet sich der Laderaum. Er ist 56,25 m lang, 10,20 m breit und 8,43 m hoch. Die Kapazität beträgt 4.740 m³. Auf 47,70 m Länge ist der Laderaum boxenförmig. Im vorderen und hinteren Teil verjüngt er sich leicht, im vorderen Teil auf 5,95 m Länge, im hinteren Teil auf 2,60 m Länge. Der Raum wird mit Stapellukendeckeln verschlossen, die mithilfe eines Lukenwagen bewegt werden können. Die Schiffe sind mit zwei Schotten ausgerüstet, die an sechs bzw. sieben Positionen aufgestellt werden können. Die Schotten bestehen aus jeweils zwei Paneelen und können auch dafür genutzt werden, in einem Teil des Laderaums ein Zwischendeck zu bilden. Werden die Schotten nicht benötigt, können sie am Ende des Laderaums abgestellt werden.
Die Tankdecke kann mit 14 t/m², die Lukendeckel mit 1,6 t/m² und das Zwischendeck mit 2 t/m² belastet werden.
Die Schiffe sind für den Transport von Containern ausgelegt. Die Containerkapazität beträgt 132 TEU, davon 96 im Raum und 36 an Deck. Werden nur 40-Fuß-Container geladen, beträgt die Kapazität 58 FEU, wovon 42 im Raum und 16 an Deck Platz finden. Das maximale Gewicht eines 20-Fuß-Containerstapels darf im Raum 70 t und an Deck 25 t betragen, das eines 40-Fuß-Containerstapels 90 t im Raum und 40 t an Deck. An Deck befinden sich 12 Anschlüsse für Kühlcontainer.
Die Rümpfe der Schiffe sind eisverstärkt (Eisklasse E3). Die Masten können zur Verringerung der lichten Höhe geklappt werden.

## Schiffe
| Saimax 3200 | Saimax 3200 | Saimax 3200 | Saimax 3200           | Saimax 3200                                           | Saimax 3200                                                              |
| Bauname     | Baunummer   | IMO-Nummer  | Auftraggeber          | Kiellegung Stapellauf Ablieferung                     | Umbenennungen und Verbleib                                               |
| ----------- | ----------- | ----------- | --------------------- | ----------------------------------------------------- | ------------------------------------------------------------------------ |
| Flinthörn   | 1003        | 9197765     | Briese Schiffahrt     | 29. Juni 1998 27. September 1999 4. Februar 2000      | 2005: Barbarossa, 2022: RDJ Rijnstroom                                   |
| Nikar G.    | 1004        | 9197777     | Reederei Gerdes       | 29. Juni 1998 24. November 1999 1. April 2000         | 2021: Peak Anfield                                                       |
| Merit       | 1005        | 9197789     | Fahrdorfer Schiffahrt | 29. Juni 1998 23. November 1999 26. Mai 2000          |                                                                          |
| Scharhörn   | 1006        | 9197791     | Briese Schiffahrt     | 29. Juni 1998 13. Februar 2000 September 2000         | 2006: Skagern                                                            |
| Tomke       | 1007        | 9197806     | Eilbrecht Schiffahrt  | 30. Juni 1999 29. Februar 2000 29. Juni 2000          | 2019: Vardefjell                                                         |
| Störtebeker | 1008        | 9195377     | Briese Schiffahrt     | 29. Juni 1999 17. Mai 2000 13. Oktober 2000           | 2021: Hav Alda (Umbau zum Selbstlöscher)                                 |
| Gerhard G.  | 1018        | 9197818     | Reederei Gerdes       | 29. Juni 1998 17. Mai 2000 14. Oktober 2000           | abgeliefert als Saxum, 2022: RDJ Maasstroom                              |
| Heinrich G. | 1019        | 9195389     | Reederei Gerdes       | 29. Juni 1998 2. August 2000 16. Dezember 2000        | abgeliefert als Bärbel P, 2006: Bukanier, 2007: Aspen                    |
| Aquatique   | 1020        | 9195391     | Briese Schiffahrt     | 1. März 2000 9. September 2000 3. März 2001           | 2005: Hendrik-S                                                          |
| Aramis      | 1021        | 9195406     | Briese Schiffahrt     | 7. November 2000 7. Dezember 2000 8. Juni 2001        | 2004: Helene G., 2024: Helene-B                                          |
| Athos       | 1022        | 9195418     | Briese Schiffahrt     | 19. November 2000 17. Februar 2001 28. September 2001 | 2005: Korsar, 2005: Nordic Bianca, 2007: Thea Marieke, 2021: RDJ Johanna |